# Thomas Moore (Politiker)
Thomas Moore (* 1759 in Moore, Spartanburg County, Province of South Carolina; † 11. Juli 1822 ebenda) war ein US-amerikanischer Politiker. Zwischen 1801 und 1817 vertrat er zweimal den Bundesstaat South Carolina im US-Repräsentantenhaus.

## Werdegang
Thomas Moore wuchs auf der Plantage „Walnut Grove“ auf, die seinen Eltern gehörte. Während des Unabhängigkeitskrieges war er Soldat der Kontinentalarmee. Nach dem Krieg erwarb er seine eigene Plantage „Fredonia“, die er selbst bewirtschaftete. Politisch wurde er Mitglied der von Thomas Jefferson gegründeten Demokratisch-Republikanischen Partei. Zwischen 1794 und 1799 war er Abgeordneter im Repräsentantenhaus von South Carolina. Damals gehörte er zu den Gründern der ersten High School im Spartanburg County.
Bei den Kongresswahlen des Jahres 1800 wurde Moore im sechsten Wahlbezirk von South Carolina in das US-Repräsentantenhaus in Washington, D.C. gewählt. Dort trat er am 4. März 1801 die Nachfolge von Abraham Nott an. Diesen Distrikt vertrat er bis zum 3. März 1803 nur eine Legislaturperiode im Kongress. Für die Wahlen des Jahres 1802 kandidierte er im neugeschaffenen siebten Bezirk. Nach vier Wiederwahlen konnte er diesen Distrikt zwischen dem 4. März 1803 und dem 3. März 1813 im US-Repräsentantenhaus vertreten. In diese Zeit fielen der von Präsident Jefferson getätigte Louisiana Purchase und die Verabschiedung des 12. Verfassungszusatzes. Außerdem begann damals der Britisch-Amerikanische Krieg.
Der Ausbruch dieses Krieges war auch der Grund für Moores Verzicht auf eine weitere Kandidatur im Jahr 1812. Stattdessen wurde er Brigadegeneral und später Generalmajor der Staatsmiliz von South Carolina. Im Jahr 1814, als sich das Ende des Krieges abzeichnete, bewarb sich Moore im achten Wahlbezirk erneut um ein Kongressmandat. Nach der erfolgreichen Wahl löste er am 4. März 1815 Samuel Farrow im Repräsentantenhaus ab. Bis zum 3. März 1817 absolvierte er seine letzte Legislaturperiode in Washington. Zwischen 1801 und 1817 hat er insgesamt sieben Amtsperioden für drei verschiedene Wahlbezirke im Kongress absolviert.
Nach seinem endgültigen Ausscheiden aus dem Repräsentantenhaus kehrte Thomas Moore auf seine Plantage „Fredonia“ zurück, die er bis zu seinem Tod bewirtschaftete. Er starb am 11. Juli 1822 in seinem Geburtsort Moore. Sein Neffe Andrew B. Moore (1807–1873) war von 1857 bis 1861 Gouverneur von Alabama.